# 코리아리아속
코리아리아속(학명: Coriaria)은 박목에 속하는 속씨식물 속의 하나이다. 코리아리아과의 유일속이다. 약 30여 종의 아관목과 관목 그리고 작은 나무로 이루어져 있다. 널리 분포하지만 전 세계의 따뜻한 온대 지역, 지중해 지역같은 멀리 떨어진 지역, 아시아 남부와 동부, 뉴질랜드(이곳의 일부는 고산 식물 종이다.), 태평양 군도와 중앙아메리카 그리고 남아메리카에서 자생한다.

## 일부 종
코리아리아속은 약 30여 종을 포함하고 있다.
- Coriaria angustissima
- Coriaria arborea
- Coriaria japonica
- Coriaria kingiana
- Coriaria lurida
- Coriaria microphylla
- Coriaria myrtifolia
- Coriaria napalensis
- Coriaria plumosa
- Coriaria pottsiana
- Coriaria pteridoides
- Coriaria ruscifolia
- Coriaria sarmentosa
- Coriaria sinica
- Coriaria terminalis
- Coriaria thymifolia